# Tournoi de Wimbledon 1883

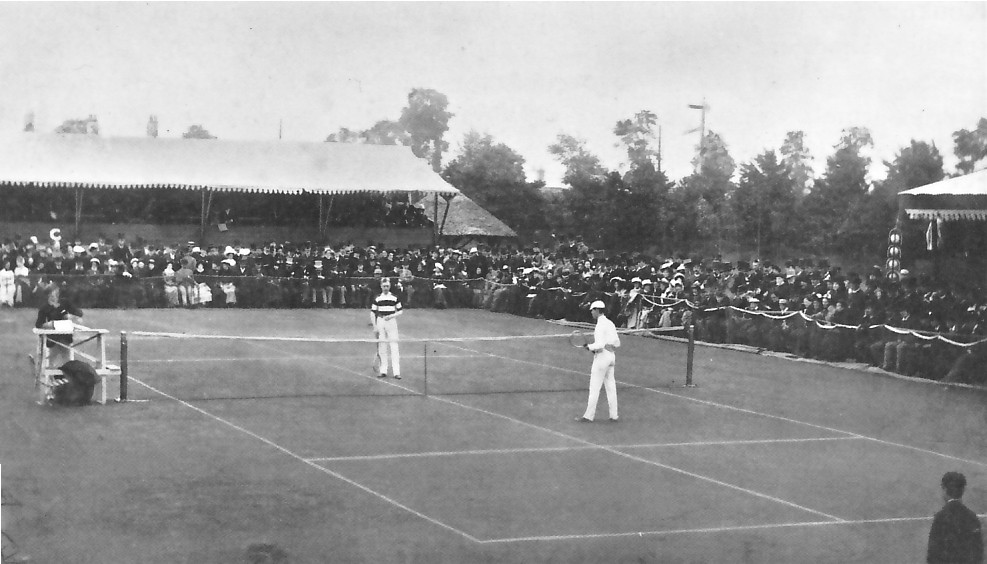
William et Ernest Renshaw, Wimbledon 1883

Résultats du Tournoi de Wimbledon 1883.

## Simple messieurs
Finale : William Renshaw  Royaume-Uni bat Ernest Renshaw  Royaume-Uni 2-6, 6-3, 6-3, 4-6, 6-3